# Dilema obstétrico

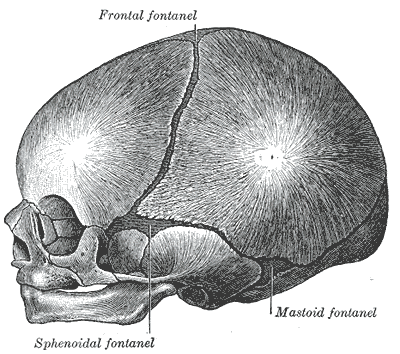
Cráneo de un recién nacido. Dibujo de 1858.

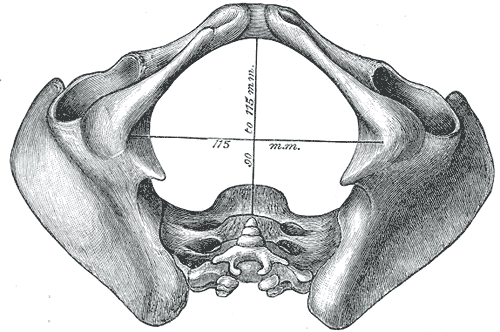
Pelvis ósea de una mujer mostrando los diámetros máximos.

El dilema obstétrico se refiere a una hipótesis científica sobre las restricciones impuestas por dos presiones evolutivas opuestas en el desarrollo de la pelvis humana. Las especies homínidas que antecedieron al hombre desarrollaron la bipedestación, o la capacidad de andar en dos patas, haciendo decrecer la medida del canal pélvico, mientras que al mismo tiempo los homínidos desarrollaron cráneos cada vez más grandes, que requerían un área pélvica más grande, produciéndose así el choque de fuerzas evolutivas. El dilema obstétrico es una hipótesis que explica los cambios en el parto que con el tiempo lo han hecho cada vez más difícil, frecuentemente requiriendo asistencia, mientras que el resto de las especies de homínidos, como los primates no humanos logran dar a luz con poca dificultad.

## Historia
El término, dilema obstétrico, fue acuñado en 1960, por el antropólogo físico Sherwood Lerned Washburn (SL Washburn), para describir el desarrollo evolutivo de la pelvis humana y su relación con el parto y el embarazo en homínidos y primates no humanos. 
En las décadas subsiguientes, el término ha sido utilizado de manera general entre antropólogos, biólogos, y otros científicos para describir aspectos de esta hipótesis y temas relacionados.

## Evolución del nacimiento humano

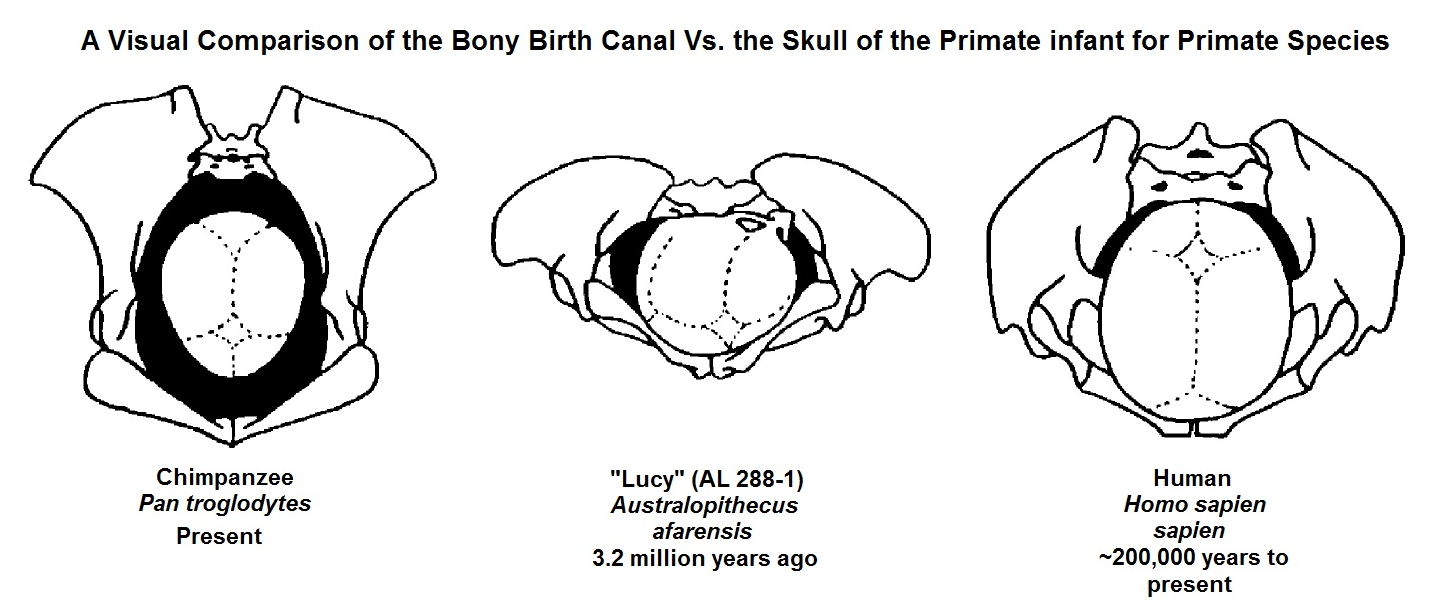
Comparación de la medida y forma de la pelvis, por donde debe pasar el cráneo de la cría en el Chimpancé, el Australopithecus afarensis y el Homo sapien sapien. Esta comparación es una de las piezas de evidencia usadas por los antropólogos físicos para apoyar la hipótesis del dilema obstétrico.

### La pelvis humana
La hipótesis del dilema obstétrico sostiene que cuando los homínidos empezaron a desarrollar la bipedestación y cráneos más grandes, el conflicto entre estas dos presiones evolutivas se exacerbó. Los humanos son los únicos homínidos exclusivamente bípedos; para lograr esta proeza, la pelvis en las mujeres debió sufrir importantes alteraciones. 
Los machos humanos evolucionaron hacia caderas más estrechas, optimizadas para el desplazamiento, mientras que las caderas en las hembras evolucionaron para ser más anchas debido a necesidades relacionadas con los partos.

 
La pelvis humana no tiene grandes diferencias en los dos sexos antes de la pubertad, cuando las hormonas alteran la forma de la pelvis en las mujeres. En general, a través de la evolución de la especie, algunas de las estructuras del cuerpo han cambiado de medida, proporción, o ubicación para adaptarse al desplazamiento bípedo y permitir a los humanos mantenerse erguidos. Para ayudar a soportar la parte superior del cuerpo, hubo un número de cambios estructurales en la pelvis. El hueso iliaco avanzó y se amplió, mientras el ísquion se encogió, angostando el canal pélvico. Estos cambios ocurrieron al mismo tiempo que los humanos desarrollaban cráneos más grandes.

### Adaptaciones para asegurar el nacimiento de la crías
Los antepasados homínidos, originalmente parían de una manera similar a la de los actuales primates no humanos debido a su condición de cuadrúpedos. En la mayoría de los primates no humanos las cabezas neonatales tienen tamaños similares al del canal pélvico, como se evidencia al observar primates hembra que no necesitan asistencia para el parto y generalmente buscan privacidad en esos momentos. 

El parto en los humanos modernos difiere mucho del resto de los primates debido tanto a la forma de la pelvis de la madre, como a la forma neonatal del niño. Las adaptaciones evolutivas más antiguas para soportar la bipedestración y los cráneos más grandes son también importantes e incluyen la rotación neonatal del niño, la reducción del tiempo de gestación, la asistencia al nacimiento, y una cabeza neonatal maleable.

#### Rotación neonatal
La rotación neonatal permite alinear los hombros transversalmente para atravesar el canal pélvico. Es una solución importante debido a que el crecimiento en la medida del cráneo así como en el ancho de los hombros hace más difícil para el niño caber a través del canal pélvico. 

Esto difiere en primates no humanos en donde no hay necesidad para una rotación neonatal porque el canal de nacimiento es lo suficientemente ancho como para dejar pasar a la cría.

#### Tiempo de gestación y la altricialidad
El tiempo de gestación en los humanos es más corto que en la mayoría de los otros primates. Se piensa que este periodo de gestación más corto es una adaptación para asegurar la supervivencia de madre e hijo porque conduce a la altricialidad. 

La hipótesis del dilema obstétrico sugiere que para experimentar un parto exitoso, el niño tiene que nacer cada vez más temprano, obteniéndose así una cría con desarrollo cada vez más prematuro. 

Los humanos nacen con un cerebro subdesarrollado; con sólo el 25% de su desarrollo mientras que otros primates nacen con entre 45 y 50% del desarrollo de cerebro.

#### Asistencia social
Los niños casi siempre nacen con asistencia de otros humanos debido a la forma de la pelvis. [cita requerida]
Dado que la pelvis apunta hacia atrás, los humanos tienen dificultad para parir sin asistencia porque no pueden guiar a la criatura fuera del canal.
 
Los primates no humanos buscan intimidad al momento del parto porque no necesitan ayuda debido a que su pelvis apunta hacia adelante. 

Las crías humanas dependen de sus padres mucho más y por mucho más tiempo que las de otros primates.
 
Los humanos utilizan mucho de su tiempo cuidando a sus niños mientras se desarrollan a diferencia de las crías de otras especies que son casi independientes al nacer. Mientras más rápido se desarrolla una cría, más rápido está la hembra lista para reproducirse nuevamente, por lo que los humanos se reproducen relativamente más despacio que otras especies.

#### Cráneo maleable

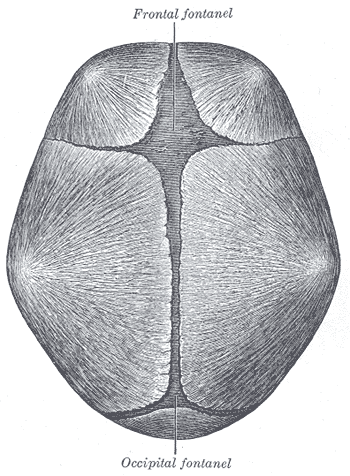
Fontanelas.

Los humanos nacen con una cabeza muy maleable que no se ha desarrollado plenamente cuándo el niño sale del vientre. 
El espacio de las fontanelas de los neonatos, permite que la cabeza se deforme y comprima para atravesar más fácilmente el canal pélvico sin obstruirlo. 
Luego del nacimiento, la cabeza completa su desarrollo y el cráneo continúa creciendo.

## Desproporción feto-pélvica
Cuando un feto se desarrolla en el cuerpo de una madre, con una cabeza que supera las dimensiones de la pelvis el parto natural se dificulta o llega a ser imposible. Esta es una condición de clínica médica conocida como desproporción feto-pélvica. Antes de la introducción de las cesáreas, las consecuencias podían ser fatales para el feto y la madre.
 
La hipótesis del dilema obstétrico sostiene que la desproporción feto-pélvica impide la herencia de material genético manteniendo el balance entre las dos presiones evolutivas.

Un modelo matemático publicado en 2016 predice que la introducción de las cesáreas tendrá un efecto evolutivo en la especie humana con ocurrencias más frecuentes de mujeres con pelvis más estrechas y de bebés con cráneos más grandes.